# BDS
Boycott, Divestment and Sanctions (сокращённо — BDS, с англ. — «Бойкот, изоляция и санкции») — глобальная политическая кампания и общественное движение, призывающее к экономическому и политическому давлению на Израиль с целью прекращения им действий, характеризуемых организаторами кампании как нарушения международного права. BDS призывает к «разным формам бойкота Израиля до тех пор, пока он не выполнит свои международные обязательства».
Сторонники кампании сравнивают движение с движением против апартеида XX века и считают свои действия схожими с бойкотом ЮАР в эпоху апартеида, сравнивая положение в Израиле с апартеидом. Политологи классифицируют цели кампании как антисионистские (направленные против еврейского государства), критики — часто как антисемитские.

## История
Считается, что кампания началась на конференции в Дурбане (ЮАР) в 2001 году.
Одним из сооснователей BDS является Омар Баргути. Он родился в Катаре, проживал в Египте, вступил в брак с арабкой израильского происхождения, после чего получил вид на жительство в Израиле.
С июня 2017 активистам BDS запрещён въезд в Израиль.
В 2019 году первой страной Евросоюза, официально признавшей движение BDS антисемитским, стала Германия.
По состоянию на 2024 год 38 американских штатов приняли законы и указы, призванные препятствовать бойкоту Израиля.

### Комментарии
1. ↑  Распространённый вариант написания в русскоязычных СМИ:
  - Израиль не позволил въехать в страну активисту антисемитских организаций Архивная копия от 1 декабря 2017 на Wayback Machine
  - Активистов BDS не пустили на встречу с Баргути. Обзор арабских СМИ Архивная копия от 1 декабря 2017 на Wayback Machine
  - «Вы — клоуны»: лондонцы защитили Израиль от активистов BDS на фестивале TLV in LDN Архивная копия от 1 декабря 2017 на Wayback Machine
  - РЕПОРТЕР | Ежедневная русскоязычная газета в Нью Йорке: BDS не пройдёт! Архивная копия от 30 ноября 2017 на Wayback Machine
  - Ник Кейв: я выступаю в Израиле из-за сторонников BDS Архивная копия от 1 декабря 2017 на Wayback Machine
  - Активисты BDS будут высланы сразу по прибытию в Израиль Архивная копия от 1 декабря 2017 на Wayback Machine
  - Солист Radiohead обматерил активистов BDS Архивная копия от 1 декабря 2017 на Wayback Machine